# Instituto de Aeronáutica e Espaço
O Instituto de Aeronáutica e Espaço (IAE) é uma Organização Militar do Comando da Aeronáutica, criado em 17 de outubro de 1969, subordinado ao Departamento de Ciência e Tecnologia Aeroespacial (DCTA).
Em 1991, ocorreu a fusão entre o Instituto de Atividades Espaciais e o Instituto de Pesquisas e Desenvolvimento, criando-se, no âmbito do DCTA, o atual Instituto de Aeronáutica e Espaço com a missão ampliada, pois passou a ter forte atuação tanto na área de espaço como na de aeronáutica.
Esses dois institutos, IAE e INPE, o Centro de Lançamento de Alcântara (CLA) e o Centro de Lançamento da Barreira do Inferno (CLBI) são hoje os pilares da realização dos objetivos propostos para a Missão Espacial Completa Brasileira.
Dentro desse programa, cabe ao IAE o desenvolvimento dos foguetes e lançadores, como o Veículo Lançador de Satélites (VLS), ao INPE, o desenvolvimento dos satélites e as estações de solo correspondentes, ao CLA, o encargo de realizar as atividades referentes às operações de lançamento e ao CLBI, operar como estação no acompanhamento do lançamento, com seus radares e meios de telemetria.

## Na mídia
Em 18 de fevereiro de 2009 as 14:30 ocorreu uma explosão no paiol de combustível do Instituto (vede imagem do local). De acordo com as autoridades, não houve vítimas.

## Veículos espaciais
- VLS
- Sonda I
- Sonda II
- Sonda III
- Sonda IV
- VS-30
- VS-40
- VSB-30
- VLM